# آبشار اولاکاروی
آبشار اولاکاروی (به انگلیسی: Ullakaarvi) آبشاری است که در ناگرکویل، تامیل نادو واقع شده و ارتفاع کلی ریزشگاه آن ۵۴ متر است.